# 聖劍鍛造師
《聖劍鍛造師》（日語：聖剣の刀鍛冶）是三浦勇雄的輕小說作品，屢那擔任插畫。MF文庫J（Media Factory）出版；繁體中文版由東立出版社代理出版；简体中文版由天闻角川代理發行，湖南美术出版社出版。漫畫版由山田孝太郎執筆，在《月刊Comic Alive》自2009年5月號至2017年3月號連載結束，共10冊，尖端出版代理中文版。電視動畫於2009年10月3日播出。

## 背景
使大陸陷入混亂的「代理契約戰爭」之後的十年，加入了獨立貿易都市哈斯曼（Independent Trade City Of Houseman）自衛騎士團的瑟希莉因為受到暴徒襲擊而折斷了自己的劍。拯救了被窮追不捨的瑟希莉的是一名少年——刀匠路克。路克擁有一把連大劍也能斬斷的奇妙形狀的武器「魔刀」。瑟希莉就請求路克幫忙打造一把新的劍。

## 登場人物

### 獨立貿易都市哈斯曼
瑟希莉·坎貝爾（Cecily Campbell，聲優：藤村步）
女主角，16歲，剛加入了獨立貿易都市哈斯曼自衛騎士團的新人騎士。生於歷代騎士貴族之家，繼承了父親的劍。個性充滿正義感，勇於挑戰盜賊及犯罪者。語氣非常認真的紅髮少女，坎貝爾家現任當主。非常頑固又愛逞強亂來，對感情表達很笨拙。完全不在乎自己受傷，卻會因為他人受到傷害而情緒低落。抱持著想拯救一切的信念，即使自知這是個遙不可及又困難的目標。經常為了守護別人而勉強自己弄得全身傷痕甚至逼臨死亡。擁有一雙巨乳，身材相當好，但本人卻這類事情很純情，尤其對女性的漂亮衣服感到非常害羞，常因此被亞里亞等人拿來消遣，漸漸意識到自己對路克的感情，對她而言路克是個如同英雄般的存在，令她傾慕。小說第十一卷中已向路克告白及求婚。
執行騎士團公務時的制服是在類似高叉泳衣的緊身衣外面套上盔甲和超短裙，因此經常有下身走光和盔甲破掉緊身衣被划開露出雙乳的情況發生。
『聖劍的劍鞘』的繼承者。
路克·恩斯華滋（Luke Ainsworth，聲優：岡本信彦）
男主角，17歲，棕髮藍瞳的少年，左眼為義眼，在3年前意外中失去左眼。身份是經營着「麗薩工房」的刀匠。擁有製造名為「刀」的獨特之劍的技術。性格冷漠，經常緊閉心房。原本一直沉浸在悲傷的過去，與助手莉紗之間也有著心結，但在瑟希莉的幫助下走出了過去，開始正視現在以及未來，與助手莉紗之間的障礙也解開了。頑固、笨拙、愛逞強，不善於表達，也有溫柔的一面，以及僅僅是看見瑟希莉露出乳房便鼻血不止的純情。擁有超越瑟希莉的劍技，善於使用各種武器，在帕蒂等人的逼問下透露出對瑟希莉的想法，其實相當喜歡瑟希莉，但礙於某種原因還無法表達感情。由於在使用必殺技『魔劍精製』的過程中將對莉紗身體的消耗控制到最低限度而對自己的靈魂造成損耗，目前面臨失明的危險。小說第十一卷中接受瑟希莉的告白及求婚。
是過去鍛造聖劍的鍛造師繼承者。
莉紗（Lisa，聲優：豐崎愛生）
擔任路克助手的金髮少女，居於「麗薩工房」，支援着刀匠，其次還負責準備飯菜等全部家事，是個天真單純又溫柔的小女孩。貧乳，有睡覺的時候僅穿内褲的習慣。
其實是路克的青梅竹馬麗薩為了守護路克以性命為代價使其誕生的人型惡魔，有著與麗薩小時候一模一樣的外表，但沒有繼承麗薩的記憶，個性也截然不同。對於自己的誕生一直感到罪惡與自責還有厭惡，因此跟路克之間一直有一道障礙，但一直陪在路克身邊。之後在瑟希莉的幫助下與路克之間的誤會解開。原本是白紙的性格逐漸受到身邊的人影響，路克的頑固、瑟希莉的勇敢向前、亞里亞的開朗積極。與瑟希莉和亞里亞的關係非常好。現在開始會對路克提出自己的意見，最近對於路克封閉自己對瑟希莉的情感感到不滿。
能夠讓路克使用『魔劍精製』這項能力。
麗薩·奧克伍德（Lisa Oakwood，聲優：佐佐木日菜子）
為盧克的青梅竹馬，性格方面與瑟希莉類似，為了成為一名騎士保護獨立貿易都市，但3年前為了保護盧克遭受瓦爾巴尼爾（Valbanill）的傷害而死去，在瀕死前發動惡魔的契約以性命作為代價才誕生出了莉紗。
亞里亞（Aria，聲優：豐口惠）
瑟希莉的伙伴，個性開朗天真的美麗少女，擁有和瑟希莉相似的巨乳好身材，人形時總是穿著露出度很高的服裝，也有點貪吃。真实身份是“風之魔剑”，於四十多年前的代理起契約戰爭期間誕生，因自身價值而引發不少爭端。原本對自己是受到詛咒的存在而放棄了一切，但是因為瑟希莉的關係開始認真面對自己的命運，絕不放棄。原本是市的拍賣品，因為某些原因而成為了瑟希莉的戰友，她自己對這件事感到由衷的高興。
非常喜歡還有在乎瑟希莉，經常在睡覺時擅自跑到瑟希莉的床上去跟她一起睡。也會吃醋，不喜歡有別的物品（例如：祈禱契約）取代自己幫助瑟希莉戰鬥。隨著時間經過，與瑟希莉之間的默契可說是非常好。經常抱怨跟擔心瑟希莉老是把自己弄得全身傷痕累累這件事。一直真心希望老是只為他人著想的瑟希莉能得到幸福。
菲奧‧阿特金茲（Fio Atkins，聲優：升望）
負責坎貝爾家一切的傭人。
個性豪放且不畏懼對方身世，討厭白吃白住的人，在阿特金茲家有一句話「不勞動者，就去死」。
露西·坎貝爾（Lucy Cambell，聲優：折笠愛）
女主角瑟希莉·坎貝爾的母親。
漢尼巴爾‧昆薩（Hannibal Quasar，聲優：秋元羊介）
3番街自衛騎士團的首領，44年前曾參加過「代理契約戰爭」的倖存者。儘管年過60，依然寶刀未老。
雨果‧哈斯曼（Hugo Housman，聲優：井上和彥）
獨立貿易都市哈斯曼的市長。
雷吉納魯多‧多拉蒙德（Reginald Drummond，聲優：田坂秀樹）
瑟希莉的同僚，總是挖苦瑟希莉的人，但承認她的實力。
帕蒂‧鮑德溫（Patty Baldwin，聲優：結本ミチル）
瑟希莉的同僚，職業是都市的公務員。儘管無法戰鬥，卻是擔當後方支援的重要人物。似乎也是巨乳。
哈維‧布列辛
1番街自衛騎士團的首領。
史丹利‧歌德伯格
２番街自衛騎士團的首領。
渥佛根‧亞伯特
４番街自衛騎士團的首領。
伊諾克‧貝爾福
５番街自衛騎士團的首領。
戈頓‧霍金斯
６番街自衛騎士團的首領。
提摩西‧福克哈特
７番街自衛騎士團的首領。
哈澤爾‧金伯莉
新加入自衛騎士團的女騎士。

### 軍國 (The Militant Nation)
潔諾比・Q・藍徹斯特（Zenobia Q. Lanchester）
以討伐霍爾凡尼爾為目標的軍國總席，年僅十歲就登基為軍國最高領導人「總席」之位的少女，國民以親愛之情稱呼為「少女王」。
平時以「朕」自稱，個性直率而果敢，非常珍愛國民且有大將之風，但對於少女話題還是有很大的興趣；和夏洛特的感情情同姐妹。貧乳。
亞維・亞維恩古（聲優：梅津秀行）

夏洛特・費洛比西爾（Charlotte Firobisher，聲優：福原香織）
原名為夏洛特・E・費洛比西爾，是帝國國王的私生女。
在齊格飛的慫恿下帶著艾華多妮與隨從們來到哈斯曼引起騷動；然後最後卻被帝國拋棄而被迫捨棄『E』之名流浪到軍國，之後成為潔諾比的貼身侍女。和潔諾比的感情情同姐妹。也是貧乳。
多莉斯（Doris，聲優：澤城美雪）
夏洛特公主隨從之一，有著褐色皮膚和結實體格的女孩，個性略為粗暴。事件結束後跟隨夏洛特前往軍國，成為一位軍人，日後跟隨亞維來到獨立貿易都市邀請路克等人前往軍國作聖劍技術的交流。擁有大地之魔劍。
擁有令手臂肌肉瞬間暴脹的特技。由於乳房的尺寸被瑟希莉遠遠超過而妒嫉。
瑪格特（Margot，聲優：茅原實里）
夏洛特公主隨從之一。事件結束後跟隨夏洛特前往軍國，成為一位侍女。擁有魔劍－長柄逆刃刀，刀身能夠隨意伸長。
由於乳房的尺寸被瑟希莉遠遠超過而妒嫉。
佩妮洛佩（Penelope，聲優：高橋美佳子）
夏洛特公主隨從之一。事件結束後跟隨夏洛特前往軍國，成為一位侍女。擁有的魔劍－睪丸匕首能夠消除其他魔劍的力量，別名「魔劍殺手」。
由於乳房的尺寸被瑟希莉遠遠超過而妒嫉。
所持有的魔劍睪丸匕首上的睪丸實際上屬於齊格飛，齊格飛當時爲了製作高規格的魔劍不惜閹割了自己。
尤英・班傑明（Euen Benjamin）
擔任潔諾比顧問教師的好好先生，同時也是代理契約戰爭的研究者。
由於父親在過去被魔劍所殺，對魔劍十分厭惡，卻在因緣之下與亞里亞結識，在不知其身分的情況出言鄙視魔劍，而在亞里亞現出真身後落荒而逃。直到瑟希莉等人成功在帝政同盟國所提出的短兵戰場上擊潰帝政同盟國的人外部隊後對魔劍有所改觀，決意對潔諾比請假跟隨路克等人前往獨立貿易都市，並和亞里亞道歉，最後以「軍國對獨立交易市的窗口」身分待在獨立貿易都市。對亞里亞有好感，即便對外人總是矢口否認。

### 帝國
齊格飛‧哈斯曼（Siegfried Houseman，聲優：置鮎龍太郎）
帝國戰士團團長，帝國的實權掌握者。
表面上雖以和平的態度與他國交涉，但私底下卻是動作頻頻，許多事件的始作俑者，積極收集魔劍，但其之目的還是未知數。對瑟希莉等人的夢想感到非常厭惡。
本人自稱性無能，因此將瑟希莉剝光的時候並沒有進一步動作，路克也曾經對他嗆聲「你這個不舉，我會殺了你。」實際上是在之前的魔劍製作過程中把自己閹割了。
其實是初代哈斯曼的女兒使用了惡魔契約召喚出來的惡魔，和女奴隸生下來的持有半人半魔血統的混血兒。外貌和人類一樣，但生長速度比人類快得多，雖然是成年人的外觀但實際上年齡連十嵗都不到。相應地壽命比人類短，最近生長已經停滯，出現了死期臨近的徵兆。
奧古斯都・亞撒（聲優：大塚芳忠）
帝國戰士團的總團長，44年前曾參加過「代理契約戰爭」的倖存者。
艾華多妮（Evadne，聲優：雪野五月）
黑炎之魔劍。黑色長髮，肢體如枯木般纖瘦但有著不相稱的巨乳，始終面無表情。 魔劍，能夠化身為纏繞著黑炎的焰形劍。持有者是帝國的齊格飛‧哈斯曼。
法蘭西絲卡（Francisca，聲優：淺野真澄）
齊格飛的女護衛， 乳房大小一般。知道齊格飛的身世，對齊格飛有著愛慕之情。在群集列國代表提出要帶齊格飛嫖妓的時候有疑似吃醋的表現。 魔劍，持有者是帝政盟國戰士團 荷列休·迪斯雷利。
艾莉莎・伊芙（Elisa Eva）
齊格飛的魔劍之一。
菲蘿尼卡

## 出版書籍

### 小說
| 卷數 | 標題           | Media Factory  | Media Factory          | 東立出版社     | 東立出版社             | 天聞角川       | 天聞角川               |
| 卷數 | 標題           | 發售日期       | ISBN                   | 發售日期       | ISBN                   | 發售日期       | ISBN                   |
| ---- | -------------- | -------------- | ---------------------- | -------------- | ---------------------- | -------------- | ---------------------- |
| 1    | Knight         | 2007年11月22日 | ISBN 978-4-8401-2083-8 | 2008年12月25日 | ISBN 978-986-10-2826-2 | 2012年11月20日 | ISBN 978-7-5356-5729-9 |
| 2    | Blacksmith     | 2008年5月25日  | ISBN 978-4-8401-2141-5 | 2009年2月4日   | ISBN 978-986-10-3048-7 | 2013年2月25日  | ISBN 978-7-5356-6012-1 |
| 3    | Fool           | 2008年9月25日  | ISBN 978-4-8401-2423-2 | 2009年8月31日  | ISBN 978-986-10-4154-4 | 2013年4月20日  | ISBN 978-7-5356-6129-6 |
| 4    | Hero           | 2009年1月23日  | ISBN 978-4-8401-2602-1 | 2009年10月8日  | ISBN 978-986-10-4524-5 | 2013年7月20日  | ISBN 978-7-5356-6291-0 |
| 5    | Sacrifice      | 2009年3月25日  | ISBN 978-4-8401-2723-3 | 2010年1月21日  | ISBN 978-986-10-4979-3 | 2013年10月20日 | ISBN 978-7-5356-6584-3 |
| 6    | New World      | 2009年6月25日  | ISBN 978-4-8401-2802-5 | 2010年4月15日  | ISBN 978-986-10-2826-2 | 2014年1月20日  | ISBN 978-7-5356-6712-0 |
| 7    | Unrivaled      | 2009年9月25日  | ISBN 978-4-8401-3028-8 | 2010年7月22日  | ISBN 978-986-10-6007-1 |                |                        |
| 8    | Light&Darkness | 2010年1月25日  | ISBN 978-4-8401-3157-5 | 2010年9月30日  | ISBN 978-986-10-6338-6 |                |                        |
| 9    | Last Mind      | 2010年5月22日  | ISBN 978-4-8401-3283-1 | 2010年11月4日  | ISBN 978-986-10-6533-5 |                |                        |
| 10   | Trial          | 2010年11月30日 | ISBN 978-4-8401-3487-3 | 2011年4月28日  | ISBN 978-986-10-7494-8 |                |                        |
| 11   | Women          | 2011年11月23日 | ISBN 978-4-8401-3931-1 | 2012年6月7日   | ISBN 978-986-317-110-2 |                |                        |
| 12   | Sacred Sword   | 2012年3月31日  | ISBN 978-4-8401-4534-3 | 2013年5月24日  | ISBN 978-986-332-542-0 |                |                        |
| 13   | Varbanill      | 2012年7月31日  | ISBN 978-4-8401-4646-3 | 2014年2月10日  | ISBN 978-986-348-251-2 |                |                        |
| 14   | Valbanill2     | 2012年11月30日 | ISBN 978-4-8401-4903-7 | 2014年12月29日 | ISBN 978-986-382-410-7 |                |                        |
| 15   | Sacred Knight  | 2013年3月31日  | ISBN 978-4-8401-5133-7 | 2015年7月20日  | ISBN 978-986-431-716-5 |                |                        |
| 16   | Lisa           | 2013年8月23日  | ISBN 978-4-8401-5253-2 | 2015年11月5日  | ISBN 978-986-462-491-1 |                |                        |

### 漫畫
| 卷數 | Media Factory  | Media Factory          | 尖端出版       | 尖端出版               |
| 卷數 | 發售日期       | ISBN                   | 發售日期       | EAN / ISBN             |
| ---- | -------------- | ---------------------- | -------------- | ---------------------- |
| 1    | 2009年6月23日  | ISBN 978-4-8401-2582-6 | 2010年6月3日   | EAN 471-7702-23317-4   |
| 2    | 2009年10月23日 | ISBN 978-4-8401-2928-2 | 2010年7月17日  | EAN 471-7702-23375-4   |
| 3    | 2010年3月23日  | ISBN 978-4-8401-3304-3 | 2010年10月14日 | EAN 471-7702-23617-5   |
| 4    | 2010年9月22日  | ISBN 978-4-8401-3375-3 | 2011年5月11日  | EAN 471-7702-23993-0   |
| 5    | 2011年3月23日  | ISBN 978-4-8401-3769-0 | 2011年10月21日 | EAN 471-7702-24412-5   |
| 6    | 2011年11月22日 | ISBN 978-4-8401-4062-1 | 2012年4月11日  | EAN 471-7702-24738-6   |
| 7    | 2012年8月23日  | ISBN 978-4-8401-4710-1 | 2012年12月15日 | EAN 471-7702-25269-4   |
| 8    | 2013年8月23日  | ISBN 978-4-8401-5303-4 | 2013年12月19日 | EAN 471-7702-25834-4   |
| 9    | 2015年2月23日  | ISBN 978-4-04-067258-8 | 2016年2月24日  | ISBN 978-957-10-6453-6 |
| 10   | 2017年2月23日  | ISBN 978-4-04-069042-1 | 2017年10月28日 | ISBN 978-957-10-7753-6 |

## 電視動畫

### 制作人員
- 原作：三浦勇雄（MF文庫J「聖劍鍛造師」系列（Media Factory刊））
- 監督：日高政光
- 助監督：恒松圭
- 系列構成：鈴木雅詞
- 人物原案：屡那
- 人物設定：中井準
- 製作設定：棚橋勤
- 道具設定：小森秀人
- 色彩設計：茂木孝浩
- 美術監督：渡邊三千惠（GREEN）
- 撮影監督：高橋賢司（旭Production）
- 編集：小野寺繪美（JAY FILM）
- 音樂：寺嶋民哉
- 音樂制作：古倫美亞音樂娛樂
- 音響監督：
- 音響制作：HALF H・P STUDIO
- 制作：Manglobe

### 主題曲
片頭曲「JUSTICE of LIGHT」（包括12話片尾曲）
作詞 - 森由子、作曲 - 岩崎貴文、編曲 - 新井理生、歌 - 五條真由美
片尾曲「みらくるハッピーディ」 （除第12話） （奇蹟的Happy Day）
作詞 - 森由子、作曲 - 新井理生、歌 - 莉紗（豐崎愛生）

### 各集標題
| 話數   | 標題         | 劇本     | 分鏡              | 演出       | 作畫監督                   | 總作畫監督 |
| ------ | ------------ | -------- | ----------------- | ---------- | -------------------------- | ---------- |
| 第1話  | -Knight-     | 鈴木雅詞 | 日高政光          | 恒松圭     | 中井準                     | 中井準     |
| 第2話  | -Valbanill-  | 鈴木雅詞 | 出合小都美        | 恒松圭     | 安彦英二                   | 中井準     |
| 第3話  | -Sword-      | 鈴木雅詞 | 岡佳廣            | 岡佳廣     | 松井祐子                   | 中井準     |
| 第4話  | -Promise-    | 鈴木雅詞 | 小森秀人          | 曾我準     | 小森秀人                   | 中井準     |
| 第5話  | -Together-   | 小鹿りえ | 出合小都美        | 佐藤光敏   | 坂本千代子                 | 中井準     |
| 第6話  | -Princess-   | 小鹿りえ | 熨斗谷充孝        | 熨斗谷充孝 | 安彦英二                   | 中井準     |
| 第7話  | -Family-     | 小鹿りえ | 出合小都美        | 出合小都美 | 北条直明 松井祐子          | 中井準     |
| 第8話  | -Resolution- | 鈴木雅詞 | 日高政光 山本珠代 | 曾我準     | 佐藤陽                     | 中井準     |
| 第9話  | -Lisa-       | 鈴木雅詞 | 岡佳廣            | 三宅雄一郎 | 龜井大祐                   | 中井準     |
| 第10話 | -Tragedy-    | 鈴木雅詞 | 恒松圭            | 恒松圭     | 日高政光                   | 中井準     |
| 第11話 | -Truth-      | 鈴木雅詞 | 恒松圭            | 恒松圭     | 松井祐子 松本昌子 北条直明 | 中井準     |
| 第12話 | -Blacksmith- | 鈴木雅詞 | 日高政光 山本珠代 | 恒松圭     | 中井準 安彦英二            | 中井準     |

### 播放电视台
| 放送地域   | 放送局       | 放送期間                 | 放送日時                   | 放送系列   | 備考   |
| ---------- | ------------ | ------------------------ | -------------------------- | ---------- | ------ |
| 全国放送   | AT-X         | 2009年10月3日 - 12月19日 | 星期六 09時30分 - 10時00分 | CS放送     | 有重播 |
| 千葉县     | 千葉電視台   | 2009年10月4日 - 12月20日 | 星期日 24時30分 - 25時00分 | 独立UHF局  |        |
| 神奈川县   | 神奈川電視台 | 2009年10月4日 - 12月20日 | 星期日 25時30分 - 26時00分 | 独立UHF局  |        |
| 埼玉县     | 埼玉電視台   | 2009年10月5日 - 12月21日 | 星期一 25時00分 - 25時30分 | 独立UHF局  |        |
| 中京广域圈 | 中部日本放送 | 2009年10月5日 - 12月21日 | 星期一 27時12分 - 27時42分 | 日本電視台 |        |
| 東京都     | TOKYO MX     | 2009年10月6日 - 12月22日 | 星期二 25時30分 - 26時00分 | 独立UHF局  |        |
| 兵庫县     | SUN電視台    | 2009年10月7日 - 12月23日 | 星期三 26時10分 - 26時40分 | 独立UHF局  |        |

## 腳註
1. ↑  . 夠Yeah.   [2024-06-21]. （原始内容存档于2012-03-20）.
2. ↑  日版14卷與13卷對Varbanill之英文拼寫不同（第14卷封面 （页面存档备份，存于））

## 外部連結
- （日語）電視動畫官方網站